# Astroglymna spinosum
Astroglymna spinosum är en ormstjärneart som beskrevs av Ole Theodor Jensen Mortensen 1933. Astroglymna spinosum ingår i släktet Astroglymna och familjen medusahuvuden. Inga underarter finns listade i Catalogue of Life.